# Purchase (Nueva York)
Purchase (Nueva York) es una aldea o entidad menor de Harrison, villa al sur del condado de Westchester, en el estado estadounidense de Nueva York. Su código postal es 10577. Un mito explica que su nombre deriva de la concesión a John Harrison, que obtendría tanta tierra como él pudiera recorrer a caballo en un día. Purchase es la sede de la Universidad Estatal de Nueva York en Purchase y del Manhattanville College.

## Historia
En 1967, 200 residentes manifestaron su apoyo a un plan para crear Purchase, una entidad menor de la villa de Harrison (Nueva York). En respuesta, la ciudad de Harrison intentó detener el plan de segregación de la entidad menor.
Hay muchos lugares históricos en la villa de Purchase, como la tumba del general Thomas Thomas, que se encuentra en los terrenos de 'Suny Purchase; el Quaker Friends Meeting House, fundada en el siglo XVIII (el edificio original fue víctima de un incendio hace años y el actual es una reconstrucción exacta); la sede de la multinacional PepsiCo; el aeródromo de Amelia Earhart. Muchas de las casas de la época colonial y los bosques naturales han disminuido en los últimos 30 años debido a la construcción de viviendas. El antiguo Oaks Country Club, originalmente llamado 'Hill Crest', es una espléndida mansión construida a finales del 1880 por el millonario Trenor Luther Park y su esposa Julia Catlin Park. Trenor Luther fue un comerciante de seda. Su padre, William Trenor Park, financió el ferrocarril de Panamá, se postuló para la vicepresidencia de los Estados Unidos en 1864 y participó en las minas de oro de California. Purchase también es conocida por ser una de las zonas más ricas del país.

## Sede de grandes empresas
El pueblo no es un municipio independiente, sino que forma parte de Harrison. Purchase es la sede y cuartel general de algunas empresas estadounidenses, entre otras Apollo Global Management, Atlas Air, MasterCard y PepsiCo. El banco de inversión de Estados Unidos Morgan Stanley tiene también una subsede en Purchase.
Purschase es también sede del Aeropuerto de Westchester County.
Vista aérea de Purchase (Nueva York)